# Réserve provinciale Isla de los Estados
La réserve provinciale Isla de los Estados (en espagnol : reserva provincial Isla de los Estados) est une aire naturelle protégée de la province de Terre de Feu, Antarctique et Îles de l’Atlantique Sud, au sud de l'Argentine, qui comprend l'archipel de l'île des États, à l'est de la péninsule Mitre sur la grande île de la Terre de Feu.
La réserve provinciale est établie par l'article 54 de la Constitution provinciale qui déclare l'île des États, l'archipel des îles du Nouvel-An — où se trouve l'île Observatorio — et les îlots adjacents comme « patrimoine intangible et permanent », et la classe dans la catégorie « réserve écologique, historique et touristique ».
Elle fait partie du Sistema Provincial de Áreas Naturales Protegidas (SPANP) établi par la loi provinciale no 272 en 1996 qui comprend six aires naturelles protégées pour la préservation des écosystèmes de la province.

## Caractéristiques
La réserve a une superficie de 50 736 ha. L'archipel est une prolongation des Andes fuégiennes et son relief est montagneux. Le climat y est très humide, les précipitations annuelles de 2 000 mm et les vents du nord-ouest et du sud-ouest quasi constants. Ses côtes sont irrégulières, découpées par des fjords, des baies et des criques.
La végétation prédominante est la forêt, peuplée de hêtres de Magellan et de cannelles de Magellan, ainsi qu'un sous-bois comprenant des fougères, lichens et des mousses. La présence de tourbières et de pâturages côtiers d'herbe à tussak.
Les seules activités humaines autorisées dans la réserve d'après un décret provincial de 1998 sont celles du détachement de l'Armée argentine à Puerto Parry, un poste de contrôle et de surveillance sur l'île Observatorio, la recherche scientifique et les visites touristiques autorisées et contrôlées,.

## Faune
Comme sur toute la côte patagonne, les eaux de la réserve sont peuplées de bancs de macroalgues où vivent et se reproduisent crustacés, mollusques, poissons et mammifères marins. De grandes colonies de gorfous sauteurs, qui représentent 26 % de la population mondiale de cette espèce vulnérable et de manchots de Magellan vivent sur la réserve, ainsi que des colonies de pétrel géant – une espèce menacée – et de cormoran de Magellan. D'autres espèces vivent dans la région, le Caracara austral, la remolinera austral et l'ouette marine.
Les mammifères marins qui habitent la région sont l'otarie à fourrure australe, l'éléphant de mer austral et l'otarie à crinière. Avec celles situées aux îles Malouines, les colonies d'otaries à fourrure australes sont les plus importantes d'Argentine. La réserve est l'habitat de la loutre du Chili et de la loutre marine, également appelés « chat de rivière » (en espagnol : gato de río), deux espèces de loutres en danger d'extinction.
Le seul mammifère terrestre natif et présent exclusivement dans la région est le ratón de los guindales. Les espèces suivantes ont été introduites : la chèvre, le cerf élaphe, le lapin de garenne et les rats noir et brun.

## Sites culturels et historiques
Il existe des zones archéologiques d'importance dans la baie Crossley et la baie Flinders, qui comprennent des vestiges d'une présence humaine préhistorique. 
En 1884, Augusto Lasserre établit la sous-préfecture au port San Juan de Salvamento, il inaugure le deuxième phare de l'Argentine, connu sous le nom de phare du bout du monde et une colonie pénitentiaire qui, en 1889, sera déplacée à Puerto Cook et qui fonctionnera là-bas jusqu'en 1902, date à laquelle sera construite la prison d'Ushuaïa.